# Function (пісня E-40)
«Function» — сингл з шістнадцятого студійного альбому американського репера E-40 The Block Brochure: Welcome to the Soil 2. У записі пісні взяли участь репери YG, IAmSu та Problem. Трек спродюсував Trend з гурту «League of Starz». На реміксі композиції, яку видали 7 квітня 2012 р., присутній Кріс Браун. У пісні E-40 згадує Тупака Шакура.

## Відеокліп
Кліп оприлюднили 5 березня 2012 р. на офіційному YouTube-каналі E-40. Саму композицію завантажили на YouTube 14 січня, це відео переглянули близько 2 млн разів.

## Список пісень
| #  | Назва                      | Тривалість |
| -- | -------------------------- | ---------- |
| 1. | «Function»                 | 4:20       |
| 2. | «Function» (Clean version) | 4:20       |

## Чартові позиції
24 березня 2012 р. «Function» посів 87-му сходинку Billboard Hot R&B/Hip-Hop Songs. Згодом пісня піднялася до 75-го місця.
| Чарт (2012)                    | Найвища позиція |
| ------------------------------ | --------------- |
| Bubbling Under Hot 100 Singles | 22              |
| Hot Rap Songs                  | 24              |
| Hot R&B/Hip-Hop Songs          | 62              |